# صداها و پل‌ها
صداها و پل‌ها آلبومی در ژانر موسیقی ملل با آهنگسازی احسان مطوری و با صدای علیرضا قربانی (خواننده اصلی) و خوانندگانی از کشورهای مختلف، دارای ۹ قطعه با اشعاری از شاعران معاصر و کهن ایران و جهان است که در ۲۵ تیر ۱۴۰۰ توسط Bright Shiny Things منتشر شد.

## دربارهٔ آلبوم
این آلبوم یک همکاری چند زبانه و چند فرهنگی بین موسیقیدانانی از نقاط مختلف جهان بوده و هدف آن گردآوری سنت‌های متنوع موسیقی و شعر و معرفی آنها به جهان برای ایجاد حسی جهانی از موسیقی، از طریق ادغام هنرهای شعری و موسیقایی فرهنگ‌های مختلف جهان است. این پروژه با در کنار هم قرار دادن زبان‌های فرهنگ‌های مختلف دنیا در کنار زبان فارسی و با ایجاد فضاهای موسیقایی مطابق با هر تلفیق ادبی سعی در بیان صلح و آشتی فرهنگ‌ها با یکدیگر دارد. همچنین به آن بخش از ادبیات و شعر فارسی و نیز ادبیات و سنت‌های موسیقی سایر فرهنگ‌ها می‌پردازد که در جهان کمتر مورد توجه قرار گرفتند.
در این آلبوم ۸ خواننده و بیش از ۶۰ موزیسین از کشورهای مختلف حضور دارند و در قطعات آن از اشعار شاعرانی چون خورخه لوئیس بورخس، نیما یوشیج، مرام المصری، احمد شاملو، مهدی اخوان ثالث، ناظم حکمت، حسین منزوی، پیر روردی، کمیل شوتری، هوشنگ ابتهاج، ماگوت بیکل‌اقبال، فروغ فرخزاد، فریدون مشیری، ابراهیم مسکین، ویلیام شکسپیر، رودکی، لال داد، رابیندرانات تاگور، اقبال لاهوری و مولوی بهره گرفته شده‌است.
این آلبوم در زمان انتشار توانست به رتبه ۱۳ چارت Classical Crossover Albums سایت بیلبورد (جولای ۲۰۲۱) و رتبه ۴ چارت World Music Charts Europe (فوریه ۲۰۲۲) راه پیدا کند.
هم چنین تک آهنگ «El Sueño» از این آلبوم برنده جایزه آکادمیا ۲۰۱۹ (Akademia Music Awards) و مدال برنز گلوبال موزیک آواردز ۲۰۱۹ (Global Music Awards) شد.
پیش فروش این آلبوم در ۱۰ تیر ۱۴۰۰ آغاز و در ۲۵ تیر ۱۴۰۰ (۱۶ ژوئیه ۲۰۲۱) به‌طور رسمی انتشار یافت.

## خوانندگان
- علیرضا قربانی (ایران)
- بومبای جایاشری (هند)
- الکای باییر (ترکیه)
- مایا هوبیکا (لبنان)
- سولانژ مردینیان (آرژانتین)
- سلیا وود اسمیت (آمریکا)
- قیصر نیظامی (هند)
- مایکل کلی (آمریکا)[۱۴][۲۷]

## قطعات
| شماره      | نام                                    | سراینده                                                      | خواننده                         | مدت   |
| ---------- | -------------------------------------- | ------------------------------------------------------------ | ------------------------------- | ----- |
| ۱.         | «El Sueño» (رؤیا)                      | نیما یوشیج / خورخه لوئیس بورخس                               | علیرضا قربانی / سولانژ مردینیان | ۰۵:۵۹ |
| ۲.         | «Alnesa Mesli» (زنان مثل من)           | احمد شاملو / مرام المصری                                     | علیرضا قربانی / مایا هوبیکا     | ۰۶:۲۴ |
| ۳.         | «Bu Geç Vakit» (دیر است)               | مهدی اخوان ثالث / ناظم حکمت                                  | علیرضا قربانی / الکای باییر     | ۰۵:۱۴ |
| ۴.         | «La Cloche Vide» (زنگ خالی)            | حسین منزوی / پیر روردی                                       | علیرضا قربانی / مایا هوبیکا     | ۰۴:۱۲ |
| ۵.         | «Nil Chashm» (نیل چشم)                 | نیما یوشیج / کمیل شوتری                                      | علیرضا قربانی / قیصر نیظامی     | ۰۵:۴۹ |
| ۶.         | «Nostalgia» (نوستالژی)                 | فروغ فرخزاد / هوشنگ ابتهاج / مارگوت بیکل‌اقبال / اقبال لاهوری | علیرضا قربانی / سلیا ووداسمیت   | ۰۷:۱۲ |
| ۷.         | «Nāzninay» (نازنین من)                 | فریدون مشیری / ابراهیم مسکین                                 | علیرضا قربانی / قیصر نیظامی     | ۰۶:۳۵ |
| ۸.         | «The Love Metaphor» (استعاره عشق)      | رودکی / ویلیام شکسپیر                                        | علیرضا قربانی / مایکل کلی       | ۰۵:۱۴ |
| ۹.         | «Jete Nahi Dibo» (من تو را رها نمی‌کنم) | مولوی / نیما یوشیج / رابیندرانات تاگور / لال دد              | علیرضا قربانی / بومبای جایاشری  | ۰۷:۵۵ |
| مجموع مدت: | مجموع مدت:                             | مجموع مدت:                                                   | مجموع مدت:                      | ۵۴:۳۶ |

## نوازندگان
- مایک بلاک
- علی جعفری پویان
- میثم مروستی
- فیروز ویسانلو
- کوروش بابایی
- همایون نصیری
- مصطفی ایپکچی اوغلو
- باتورای یارکین
- نگمه یارکین
- جاناتان جونز
- رونی ملای
- حسین شریفی
- حسن فراهانی
- فرشاد شیخی
- عظیم روحانی
- هومن نامداری
- دارا دارایی
- کارولینا کالواش
- گرگ الیس
- شارلین والاس
- برد ایتن
- رضا مقدسی
- مسعود همایونی
- میلاد عمرانلو
- میلاد محمدی
- مهگل صفدری
- الهه حیدری
- سامی مردینیان
- ادوارد پرز
- رامان کالیان
- ناتان شرام
- پووالور شریجی[۱۴]

## سایر عوامل
- تنظیم‌کنندگان: احسان مطوری، علی منتظری
- مشاور زبان‌شانسی: صدف منشی
- مهندسی صدا: حسام ناصری
- میکس و مسترینگ: آرش پاکزاد
- تهیه‌کننده: احسان مطوری
- ناشر موسیقی: Bright Shiny Things
- پخش: Sheed Records
- طراح کاور: علیرضا لطیفیان[۱۴]